# William J. Flynn (Manager)
William J. Flynn (geboren 1954) ist ein amerikanischer Manager im Verkehrswesen. Er war Chief Executive Officer der Atlas Air Worldwide Holdings, Inc. und ist seit dem 15. April 2020 Präsident von Amtrak.

## Leben
William J. Flynn wuchs als Sohn eines Lokführers in Bridgeport (Connecticut) auf. Den Bachelor of Arts erlangte er 1975 an der University of Rhode Island mit summa cum laude. Anschließend studierte er an der University of Arizona Lateinamerikanistik, das er 1976 mit einem Master of Arts abschloss.
1977 begann er für das Container-Unternehmen Sea-Land zu arbeiten. Zuerst war er in Caracas tätig, später war er von 1983 bis 1987 von Guatemala aus für den Mittelamerika-Bereich zuständig. Mit der Übernahme von Sea-Land 1986 durch CSX Corporation kam er zu diesem Konzern. Ab Anfang der 1990er Jahre war er unter anderem für den asiatischen Markt mit den Containerhäfen in Hong Kong und China zuständig. Ab 2000 arbeitete er leitend im Bereich Werbung für CSX Transportation und Strategische Planung für CSX Corporation.
2002 verließ er CSX und übernahm das Logistik-Unternehmen GeoLogistics als Präsident und Chief Executive Officer. Es gelang ihm, das Unternehmen wieder in die Gewinnzone zu fahren und den Verkauf an einem Investor 2005 in die Wege zu leiten.
Anschließend war er bis zum 1. Januar 2020 CEO und Präsident des Frachtflugunternehmens Atlas Air Worldwide Holdings. In dieser Zeit erhöhte er den Ertrag zwischen 2009 und 2019 von 1,1 Milliarden Dollar auf 3 Milliarden Dollar. Seit August 2019 ist er Chairman of the Board (Aufsichtsratsvorsitzender) der Fluggesellschaft.
Am 15. April 2020 übernahm er die Position des Präsidenten der Schienenpersonenverkehrsgesellschaft Amtrak als Nachfolger von Richard Anderson.
Er ist verheiratet und hat zwei Kinder.